# Alalia (zaburzenie mowy)
Alalia – rozwojowe zaburzenie mowy, powstające w wyniku uszkodzenia struktur korowych mózgu jeszcze przed opanowaniem mowy, z zachowaniem prawidłowego słuchu.
Dzieci cierpiące na alalię porozumiewają się za pomocą gestów i onomatopej. Z czasem są w stanie opanować coraz szersze słownictwo i porozumiewać się mową, często jednak dość niewyraźną (tzw. dyslalia).
Niekiedy wyróżnia się alalię ruchową z przeważającym zaburzeniem czynności ekspresyjnych mowy i alalię czuciową z przeważającym zaburzeniem czynności recepcyjnych mowy.
Afazja z definicji jest zatraceniem zdolności mowy u osoby wcześniej się nią posługującą, więc nazywanie alalii afazją wrodzoną jest niepoprawne.